# Zeke
Zeke es una banda estadounidense de rock formada en 1992 en Seattle, Washington. es uno de los grupos que distribuye su música fuera de los medios de comunicación, perteneciente al hardcore punk independiente, asimismo considerado un grupo de culto.
Han hecho apariciones en videojuegos, en especial en los videojuegos de la saga Tony Hawk y una breve aparición en el videojuego de Xbox 360: Project Gotham Racing 3.
Las mayores influencias del grupo son: GG Allin y Motörhead.

## Integrantes

### Formación actual
- Marky Felchtone "Blind" - vocal, guitarra
- Kyle Whitefoot - guitarra
- Kurt Colfelt - bajo
- Dayne Porras - batería

### Exintegrantes
- Jeff Hiatt - ? (? - ?)
- Chris Johnsen - guitarra (? - ?)
- Buzzy - ? (? - ?)
- Kurt Colfelt - bajo (? - ?)
- Jeff Matz - bajo (? - ?)
- Mark Pierce - bajo (? - ?)
- Abe Zanuel Riggs III "Sonny" - vocal, guitarra (? - ?)
- Dizzy Lee Roth - vocal, guitarra (? - ?)
- Donny Paycheck - batería (? - ?)

## Discografía

### Álbumes de estudio
- 1993: "Pinstriping the Dutchman's Coffin"
- 1994: "Super Sound Racing"
- 1996: "Flat Tracker"
- 1998: "Kicked in the Teeth"
- 2000: "Dirty Sanchez"
- 2001: "Death Alley"
- 2004: "'Til the Livin' End"
- 2018: "Hellbender"

### EP
- 1996: "SWPR"
- 2000: "Rock and Roll Catastrophe"
- 2004: "Devil's Island"
- 2004: "Dölphenwülf"

### Recopilaciones
- 1998: "Punk-O-Rama III"
- 1999: "Punk-O-Rama Vol 4: Straight Outta the Pit"
- 1999: "True Crime"
- 1999: "Built for Speed: A Motorhead Tribute" (tributo a Motörhead)
- 2000: "A Fistful of Rock n' Roll Volume 1"
- 2000: "Free the West Memphis 3: A Benefit for Truth & Justice"
- 2000: "Punk-O-Rama #5"
- 2001: "Alpha Motherfuckers: A Tribute to Turbonegro" (tributo a Turbonegro)
- 2002: "How We Rock"
- 2003: "We're a Happy Family: A Tribute to Ramones" (tributo a Ramones)
- 2003: "Live and Uncensored"
- 2005: "Recollection 3: Relapse Video Collection" (recopilación de la discográfica Relapse Records)
- 2006" "Ugly Music...For Ugly Minds"
- 2006: "Call of the Mastodon"
- 2015: "Relapse Records: 25 Years of Contamination" (recopilación de Relapse Records)